# 奈良県庁

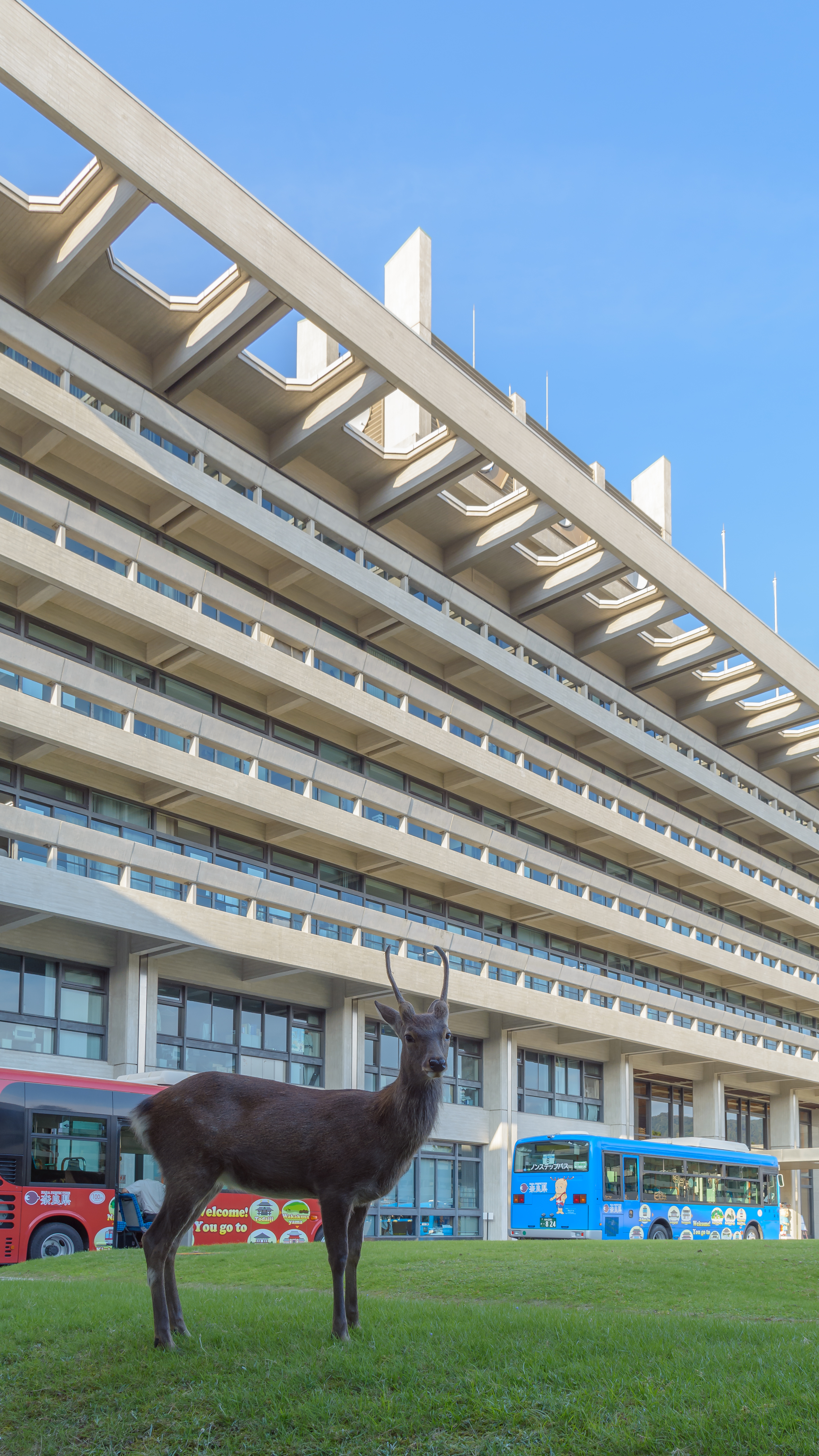
奈良公園のシカは庁舎敷地内を出入りする

奈良県庁（ならけんちょう）とは、地方公共団体である奈良県の行政機関（役所）である。

## 沿革
- 1868年5月19日 - 大和鎮撫総督府を廃止し、奈良府を設置。
- 1868年7月29日 - 奈良府を廃止し、奈良県(第1次)となる。
- 1876年4月18日 - 第2次府県統合により、堺県と合併する。
- 1881年2月7日 - 第2次府県統合により、堺県は大阪府と合併。
- 1887年11月4日 - 大阪府より分割され、奈良県(第2次)が再設置される。
- 2015年12月4日 - 関西広域連合に加入する[2]。

## 組織
ここでは主な組織を記載する（組織名は2020年4月1日現在）
- 知事 - 副知事
  - 知事部局
    - 総務部 - 知事公室
    - 文化・教育・くらし創造部　- こども・女性局
    - 福祉医療部　- 医療介護保険局　- 医療政策局
    - 水循環・森林・景観環境部
    - 産業・観光・雇用振興部 - 観光局
    - 食と農の振興部
    - 県土マネジメント部- 地域デザイン推進局
    - 会計局
- 水道局
- 教育委員会
- 公安委員会 - 警察本部
- 選挙管理委員会
- 監査委員
- 人事委員会
- 労働委員会
- 収用委員会

## 周辺情報
- 興福寺
- 奈良公園
- 奈良県文化会館
- 奈良県立美術館
- 奈良家庭裁判所

## その他
- NHKの中継カメラが設置されている。[4]